# コシュート・ラヨシュ広場

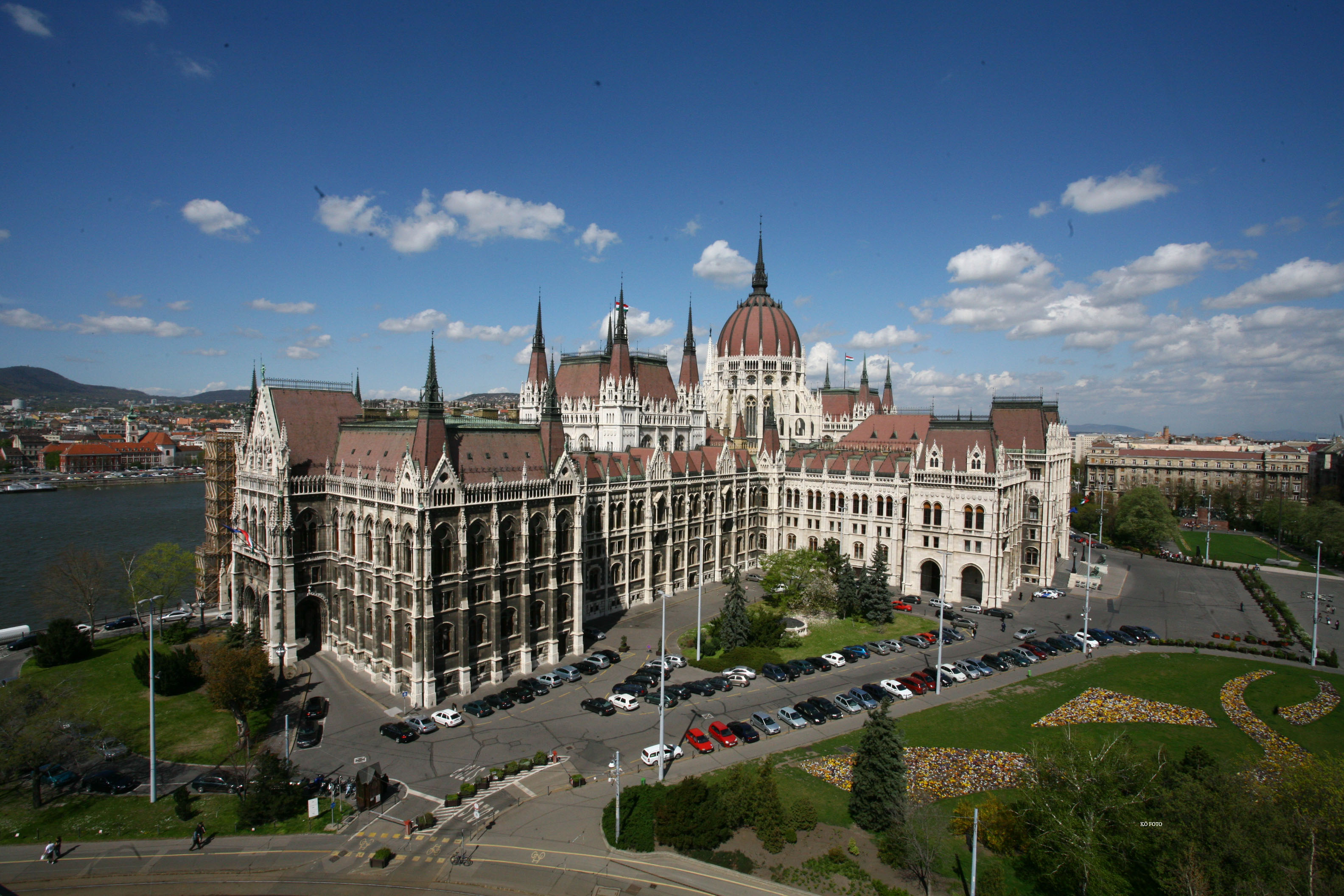
国会議事堂、コシュート・ラヨシュ広場の西側に建つ

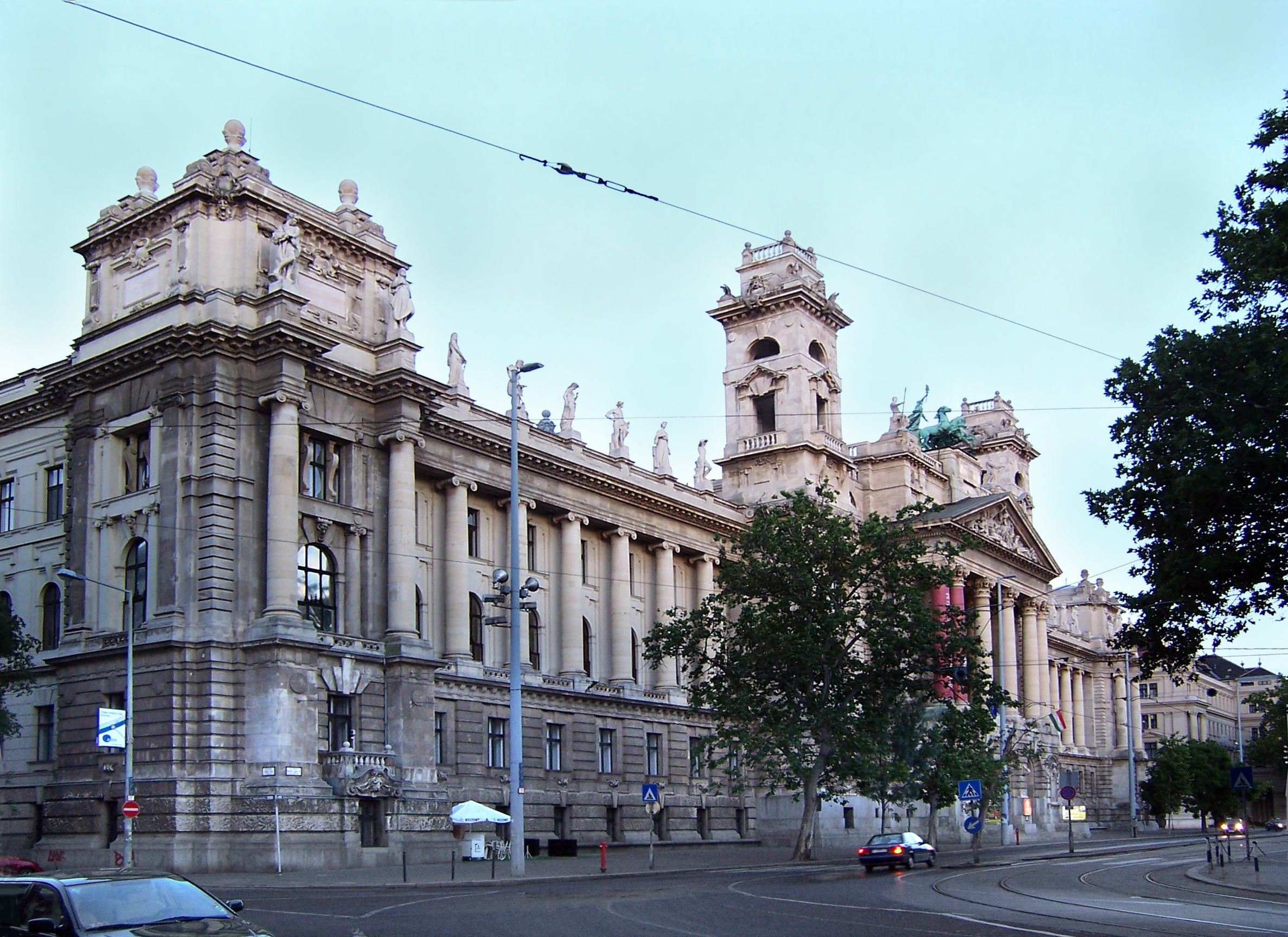
ブダペスト民族博物館、コシュート・ラヨシュ広場の東側に建つ

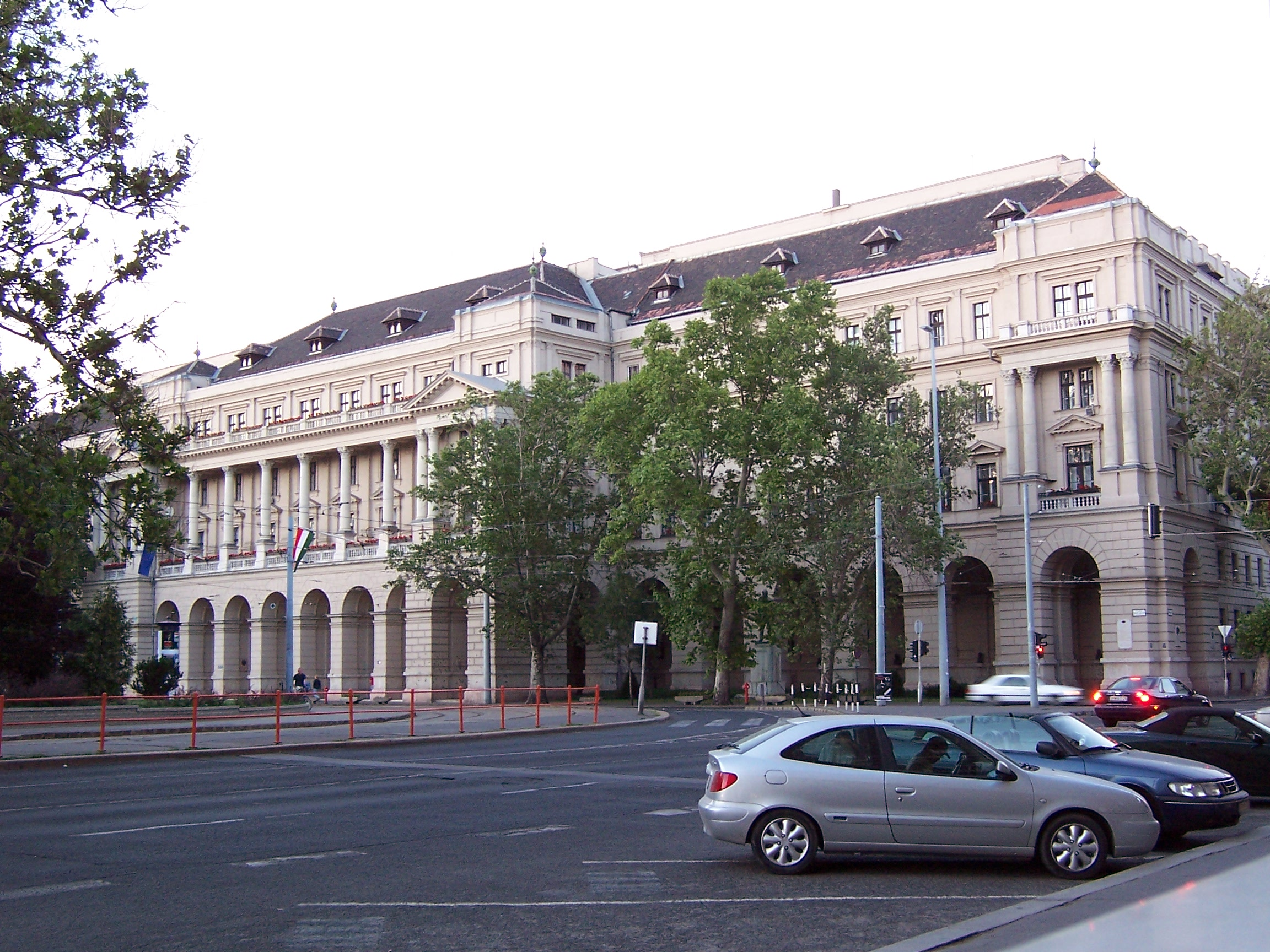
ハンガリー農務省、コシュート・ラヨシュ広場の東側に建つ

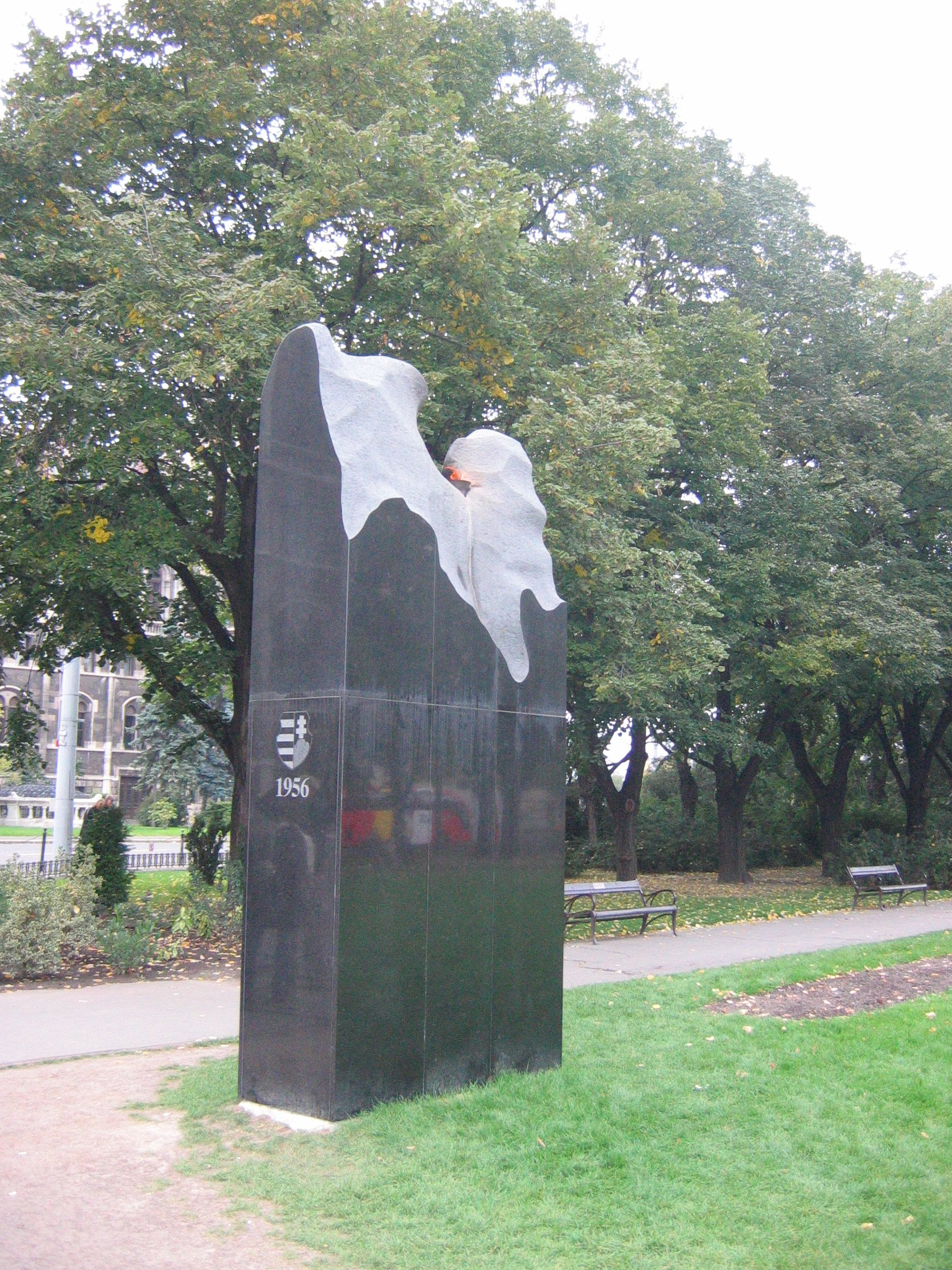
ハンガリー動乱の記念碑

コシュート・ラヨシュ広場またはコシュート広場（ハンガリー語: Kossuth Lajos tér、Kossuth tér）とは、ハンガリーブダペスト5区のドナウ川沿いにある広場である。広場には国会議事堂とブダペスト地下鉄2号線のコシュート・ラヨシュ広場駅が存在している。

## 歴史
この広場は1820年にドイツ語でシュテティッシャー・アウスヴィント広場（Städtischer Auswind Platz、船の積み荷を降ろす広場）と命名されたのが始まりである。その後、1853年にはハンガリー語でテメー広場（Tömő tér、埋立広場）ないし同義のドイツ語でシュタット・ショッパー広場（Stadt Schopper Platz）と呼ばれるようになった。この名前は川の横にある低地である同地がその他の場所の地面の高さにまでゴミで埋め立てられていた事に由来している。その後、1898年にはウルスザーグハーズ広場（Országház tér、国会広場）と呼ばれるようになり、1927年にはコシュート・ラヨシュの名誉を讃えて現行のコシュート・ラヨシュ広場に改名された。
19世紀後半には大きな公共施設が広場周辺に建設され、ハンガリーの象徴的中心となった。それを最も象徴するのが広場の西側に建っている国会議事堂である。また、国会議事堂に対面して、つまり広場の東側にはブダペスト民族博物館や農務省が建っている。
第二次世界大戦後には一時的にドナウ川にコシュート橋がこの広場からバッチャーニ広場にかけて架けられたが、1960年に解体された。現在では橋のあった両側、つまりブダ側とペシュト側双方に記念碑が建っている。その後、1973年から2003年にかけての国民の祝日周辺の数日にはこの地には浮橋が架けられた。
2006年9月17日からのジュルチャーニ・フェレンツの再選に対する反対デモ（2006年ハンガリー抗議）では同年10月23日までこの広場はデモ参加者によって占拠されていた。その10月23日には警察が非常線を張り、この状態は翌2007年3月19日まで続いた。その後、被害にあった部分を修復し、公共に解放されている。しかし、この広場は国会によって1944年以前の姿への修復工事を行う為、じきに閉鎖される予定である。

## 記念碑
国会議事堂の正面にはコシュート・ラヨシュ記念碑と乗馬姿のラーコーツィ・フェレンツ2世の像、そして1956年のハンガリー動乱に対する記念碑が建っている。ヨーセフ・アッティラの近代的な像は国会の南に彼の記した詩、ドナウの脇を記銘し存在している。その像では彼は川辺に座っており、これは彼が実際に水際からは遠く離れた草地に座っている事に由来している。

## 周辺
広場の周辺は閑静な場所であり、多くの省庁や裁判所、オフィス等が居住地の横に建っている。
- 国会議事堂
- ブダペスト民族博物館
- ハンガリー農務省
- ドナウ川
- ブダペスト地下鉄2号線コシュート・ラヨシュ広場駅